# Elektro (trenes)

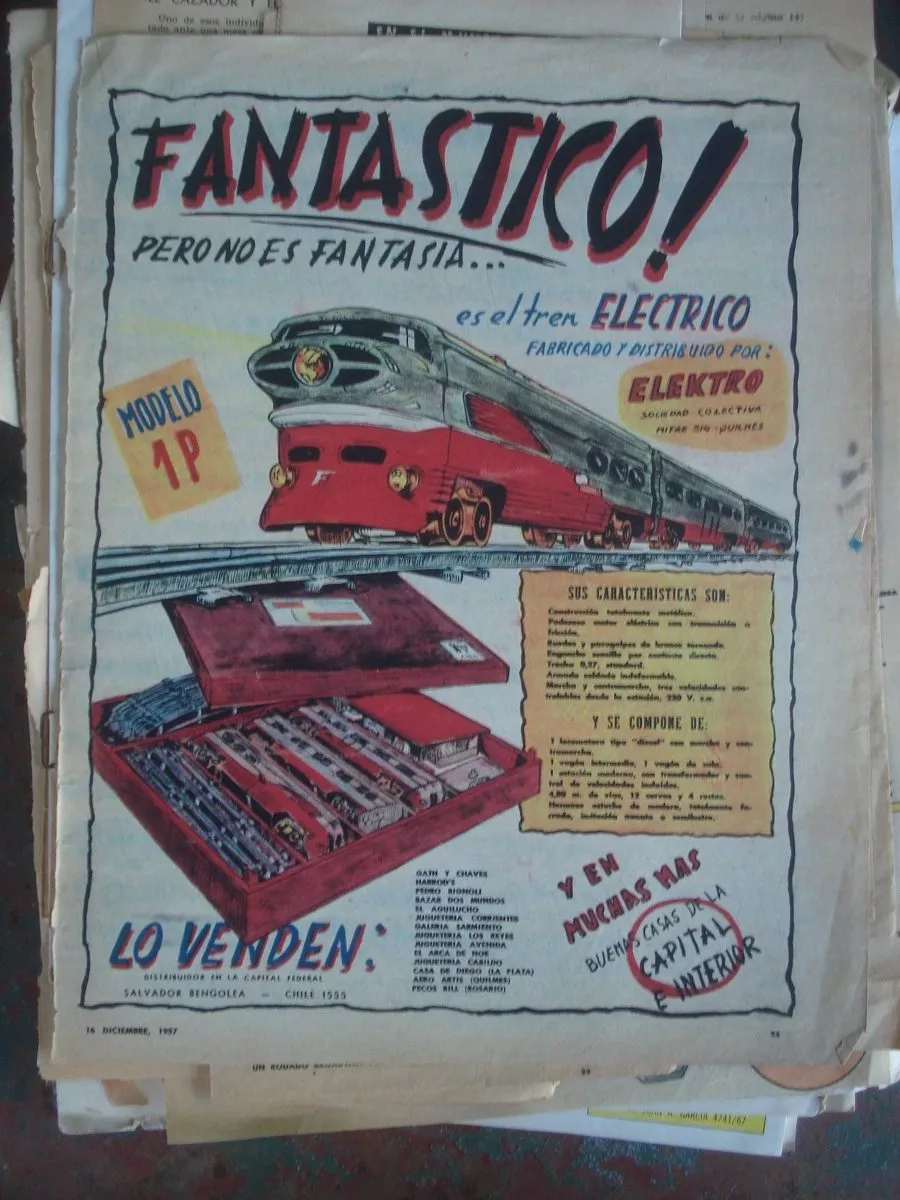
Publicidad de Locomotora diésel, modelo 1P

Elektro fue una marca de trenes eléctricos en Escala 0 de hojalata litografiada, fabricados por Elektro Sociedad colectiva, en la ciudad de Quilmes en la década de los años 40 del siglo XX.

## Historia
Elektro fue una de las pocas marcas que se dedicaban a la fabricación de trenes eléctricos en Argentina.
Impulsada por los planes de industria de la presidencia de Juan Domingo Perón, "Elektro sociedad colectiva" fabricó trenes eléctricos desde los años 40' y cesó quebrando aproximadamente a comienzos de los 60', probablemente por el mayor ingreso de productos extranjeros.

## Especificaciones técnicas

### La Vía
La Vía Elektro se componía de tres rieles, significa que el tren toma un polo del riel central, y el otro de riel derecho. 
Algo a observar de Elektro es que no aprovechó al máximo los tres rieles como lo hizo Trix Espress (que podía tener hasta tres trenes en una misma vía); aunque, por la falta de fabricación de desvíos por parte de Elektro, habría complicado tener dos locomotoras enfrentadas en una misma vía.   

### La Escala
El sistema Elektro utiliza la Escala 0 (32mm), que era un estándar hasta los principio de los años 50', que luego sería reemplazado por la Escala H0.
El tipo de vía era 0-27, nombre que proviene del radio de curva. Una curva Escala 0-27 tomando el eje central de la vía, la curva un diámetro de 27 in, ósea 686 mm.

### Electricidad y Transformadores

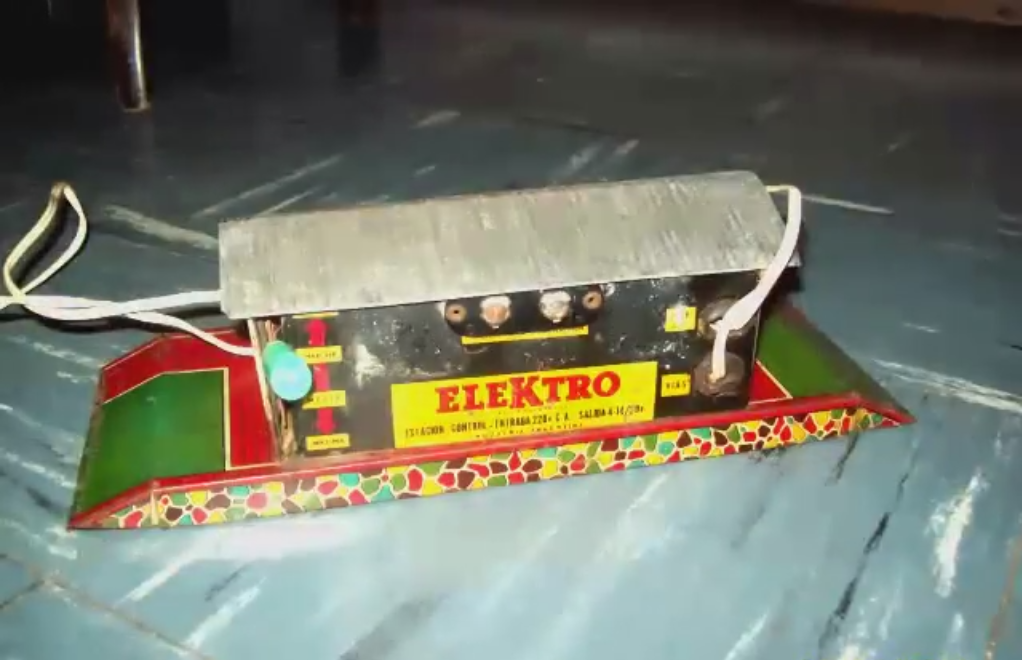
Parte trasera de la Estación Transformador Elektro con protección plástica

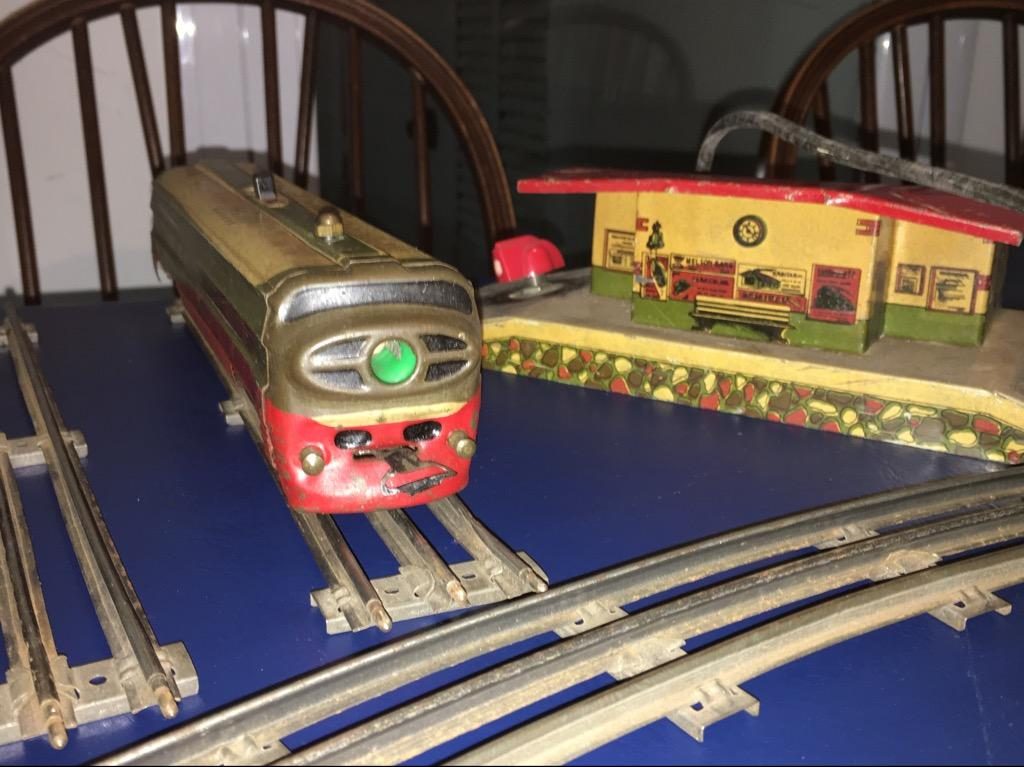
Modelo 1-P y Transformador con Potenciómetro

Los Transformadores Elektro funcionaban 19V ~, Muy similares a las transformadores de marca Märklin, y con una salida de 4V ~, para iluminación y accesorios. Existían dos Modelos de transformadores, La Estación y El Galpón. Para regular la corriente hacia la vía, los primeros transformadores Elektro utilizaron un simple pedazo de metal que funcionaba como Reostato, luego implementaron para mayor seguridad una protección platica para el Reostato. Finalmente se optó por utilizar un Potenciómetro.

### Motores

#### Trasmisión

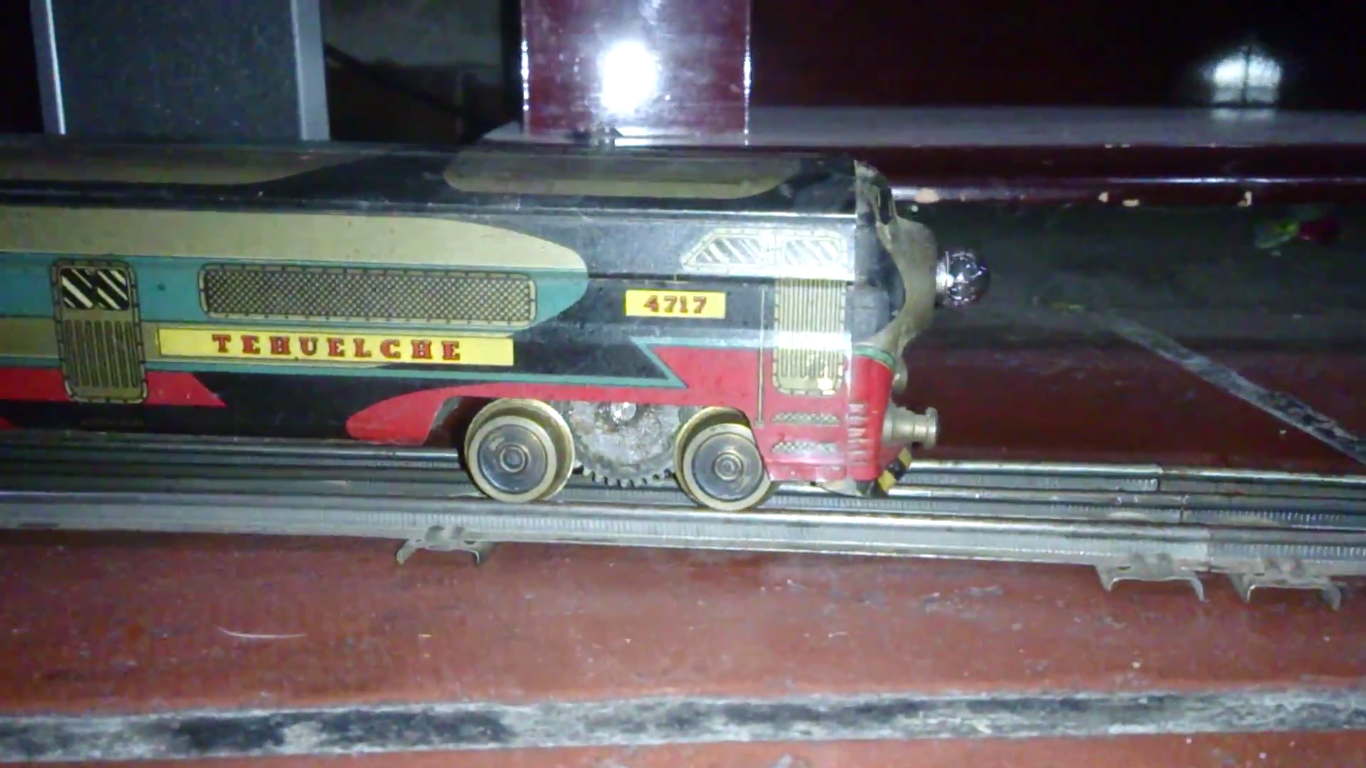
Transmisión por engranaje del Modelo 5-P

Los motores Elektro para transmitir el movimiento desde el rotor a las ruedas en sus primeros momentos funcionaban con dos rondanas metálicas unidas a través de una banda elástica. Con el pasar del tiempo esta precario sistema fue remplazado por engranajes, que eran mucho más eficiente y duradero.

## Modelos

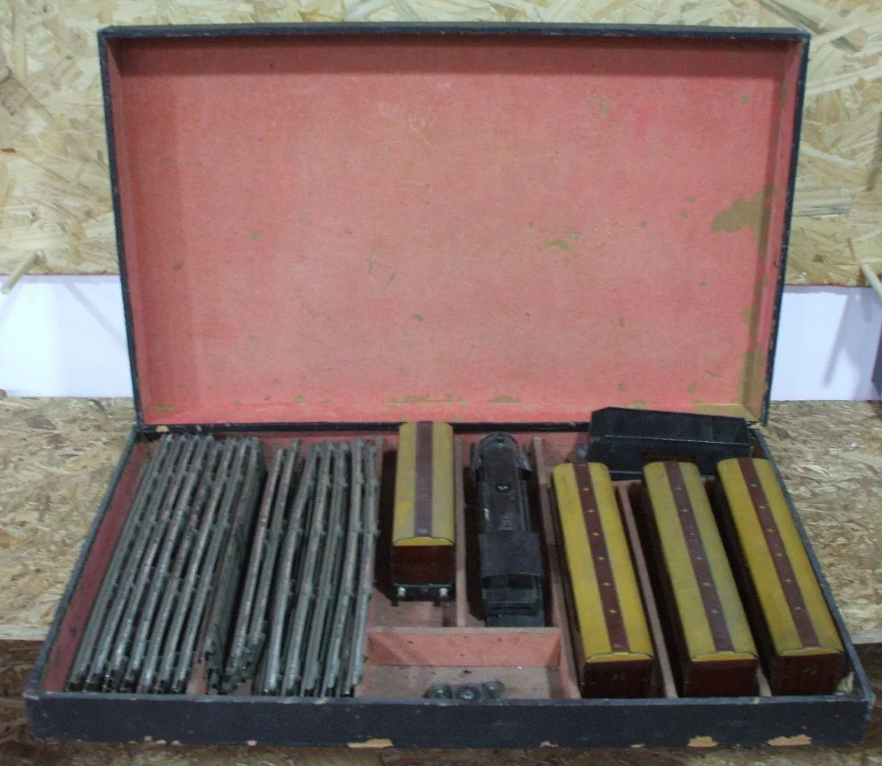
Caja de madera del modelo 3-P incompleta

Cada conjunto de trenes Elektro venía en una caja de madera revestida de terciopelo rojo.
Se conoce la venta de elementos sueltos.
| Modelo | Locomotora | Vagones                                                                                                 | Otros                                                                      |
| ------ | ---------- | --- | -------------------------------------------------------------------------- |
| 1-P    |            | 1. Formación Aerodinámica de Pasajeros (2 Vagones).                                                     | 12. Vías Curvas, 4. Vías Rectas, 1. Estación (Trafo)                       |
| 2-C    |            | 1. Vagón de Troncos, 1. Vagón Borde Bajo(Góndola), 1. Vagón Volcador(Tolba), 1. Vagón Tanque Petrolero. | 12. Vías Curvas, 4. Vías Rectas, 1. Galpón (Trafo)                         |
| 3-P    |            | 1. Furgón, 1. Vagón Salón y de Correo, 2. Vagones de Pasajeros Expreso Puelche.                         | 12. Vías Curvas, 4. Vías Rectas, 1. Estación (Trafo), 1. Garita de señales |
| 4-C    |            | 1. Vagón Borde Bajo(Góndola), 1. Vagón Ganadero, 1. Vagón de Carga general(Cerrado), 1. Vagón de Cola.  | 12. Vías Curvas, 4. Vías Rectas, 1. Estación (Trafo), 1. Garita de señales |
| 5-P    |            | 2. Vagones de Pasajeros Expreso Tehuelche                                                               | 12. Vías Curvas, 4. Vías Rectas, 1. Estación (Trafo)                       |

## Galería

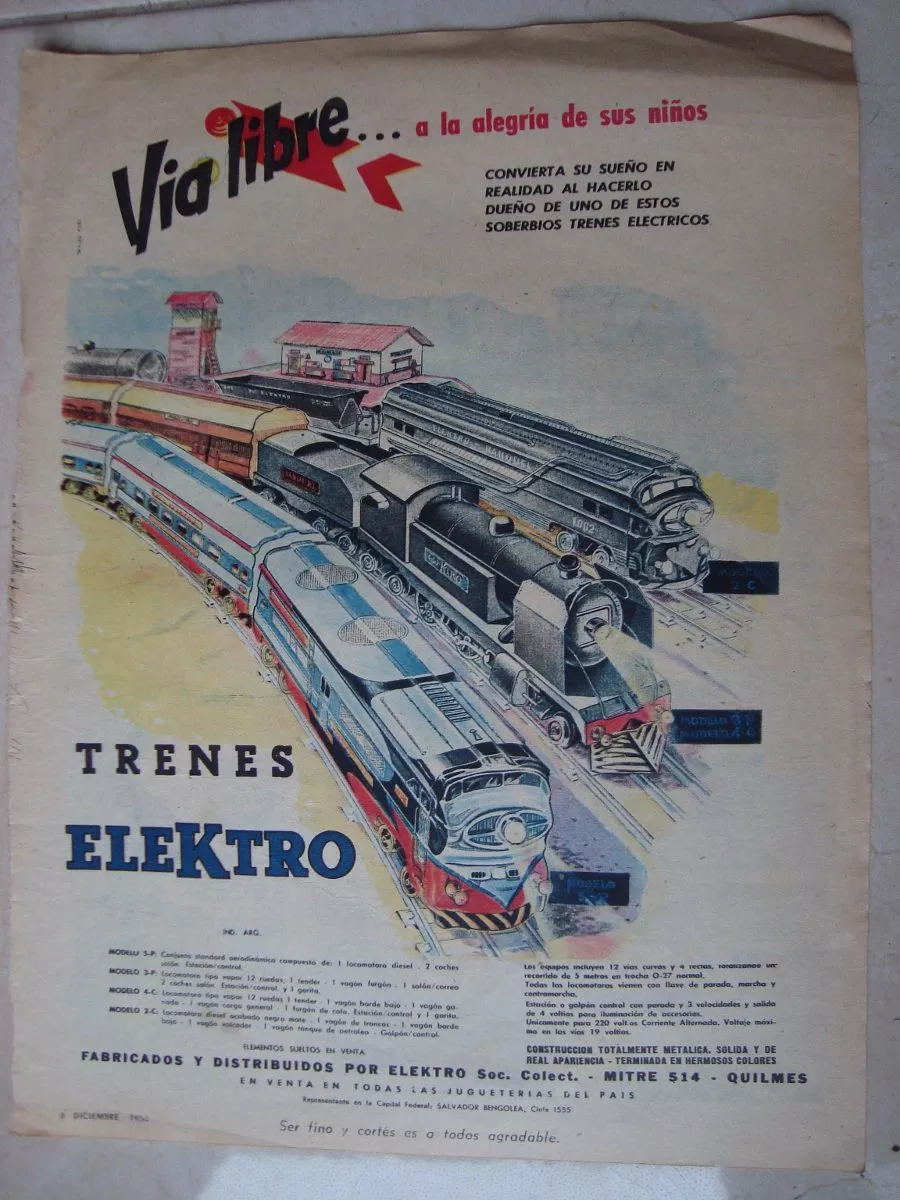
Publicidad de Locomotoras del 54
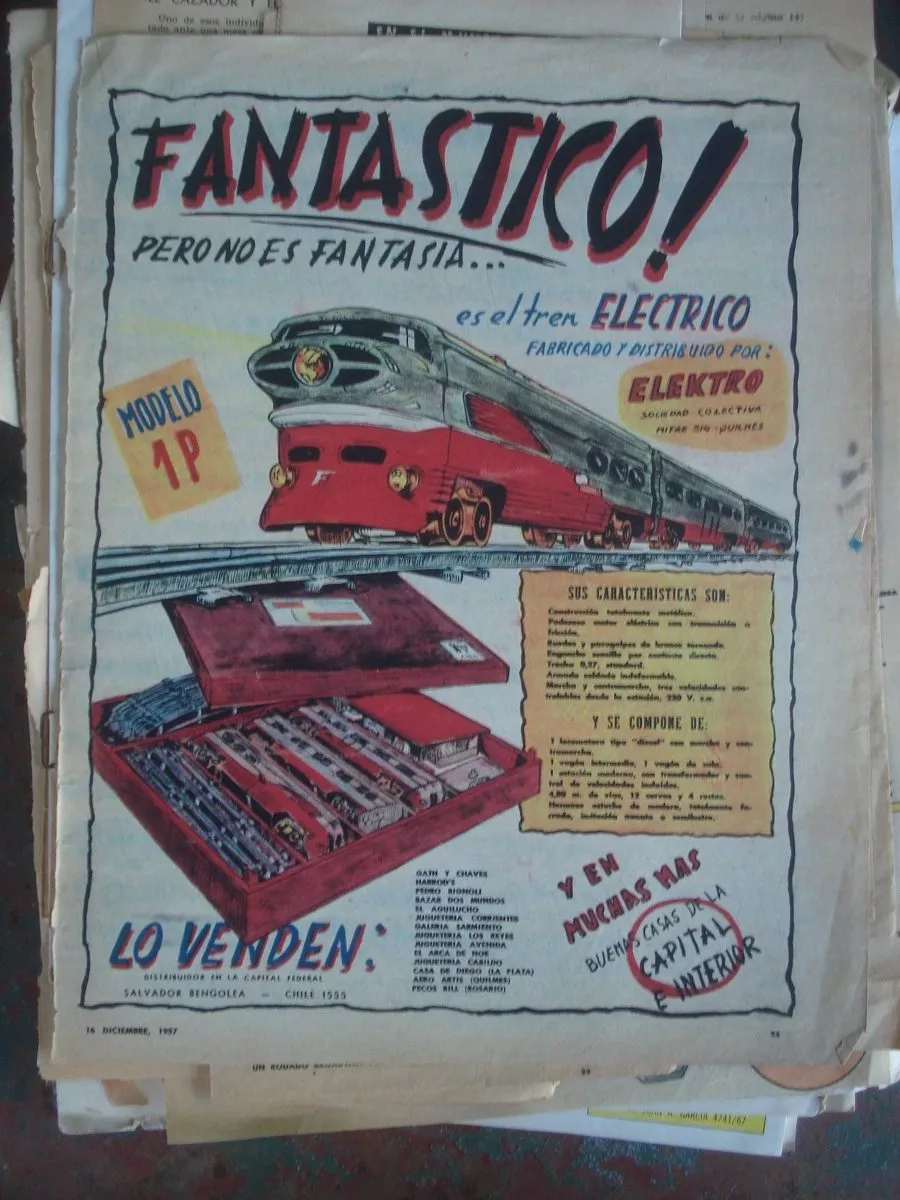
Publicidad de Locomotora modelo P1 del 57
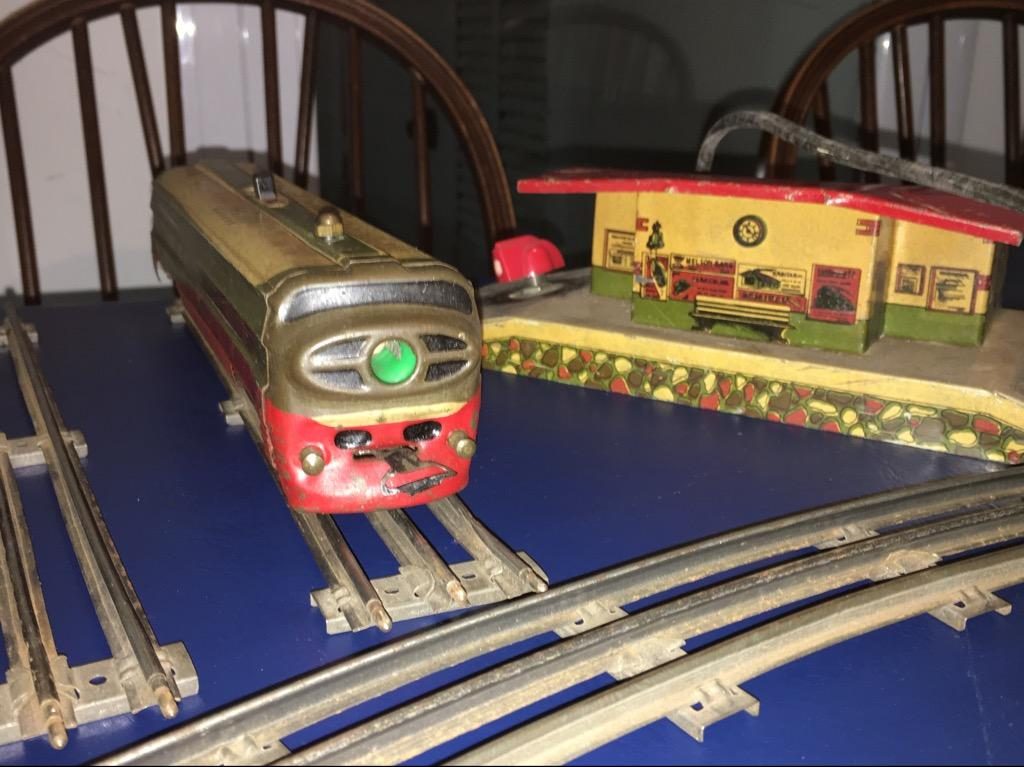
Modelo 1P, Locomotora diésel de pasajeros
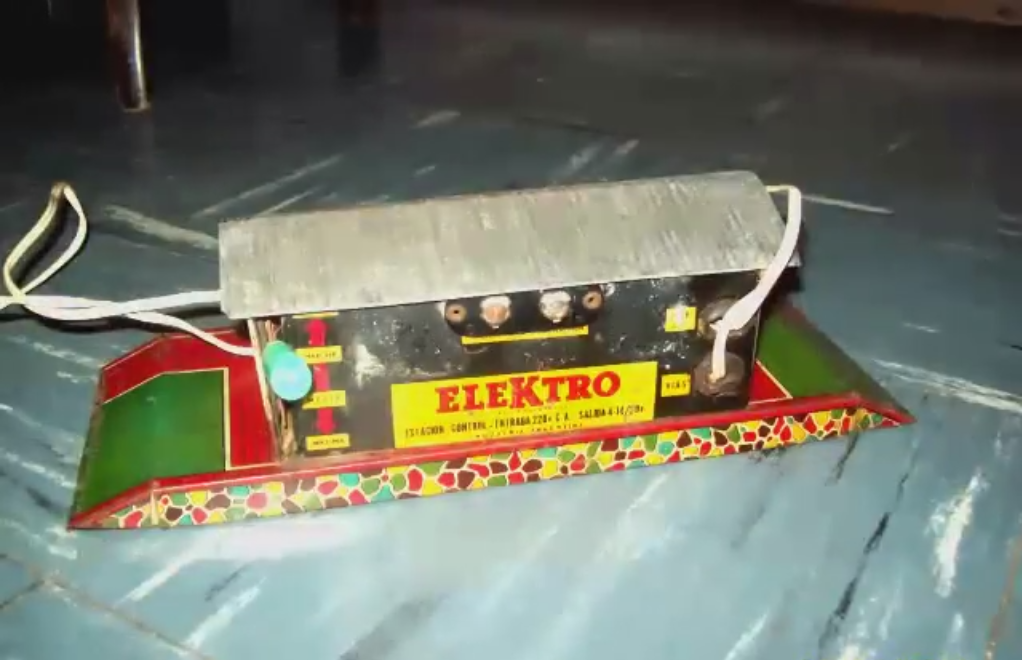
Estación Transformador Elektro
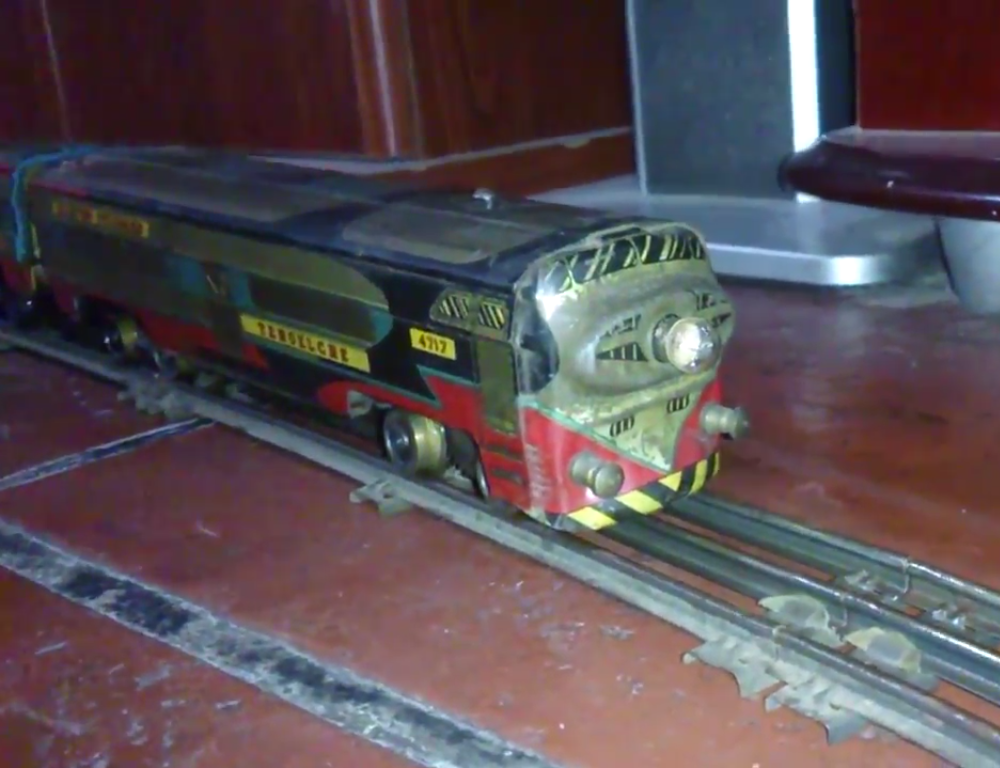
Locomotora modelo 5-P deferente
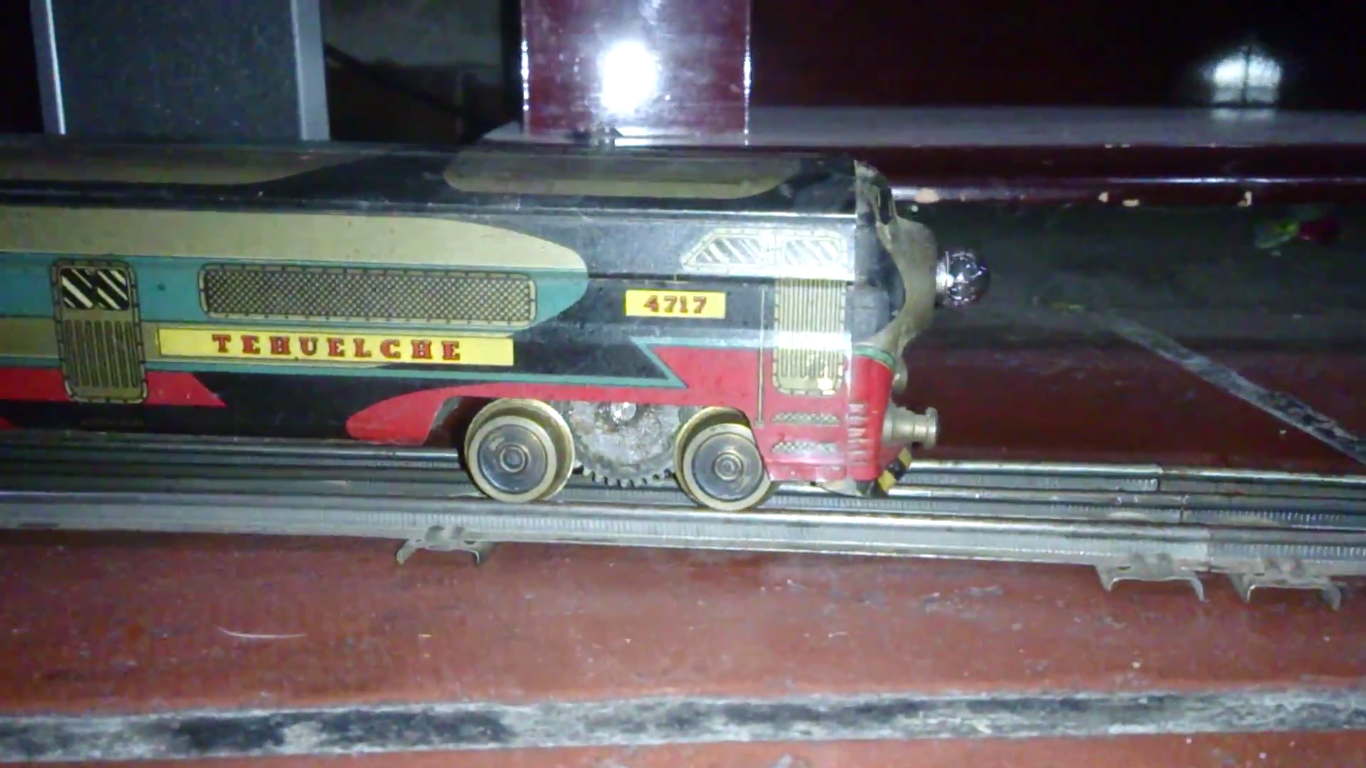
Locomotora modelo 5-P y sus engranajes
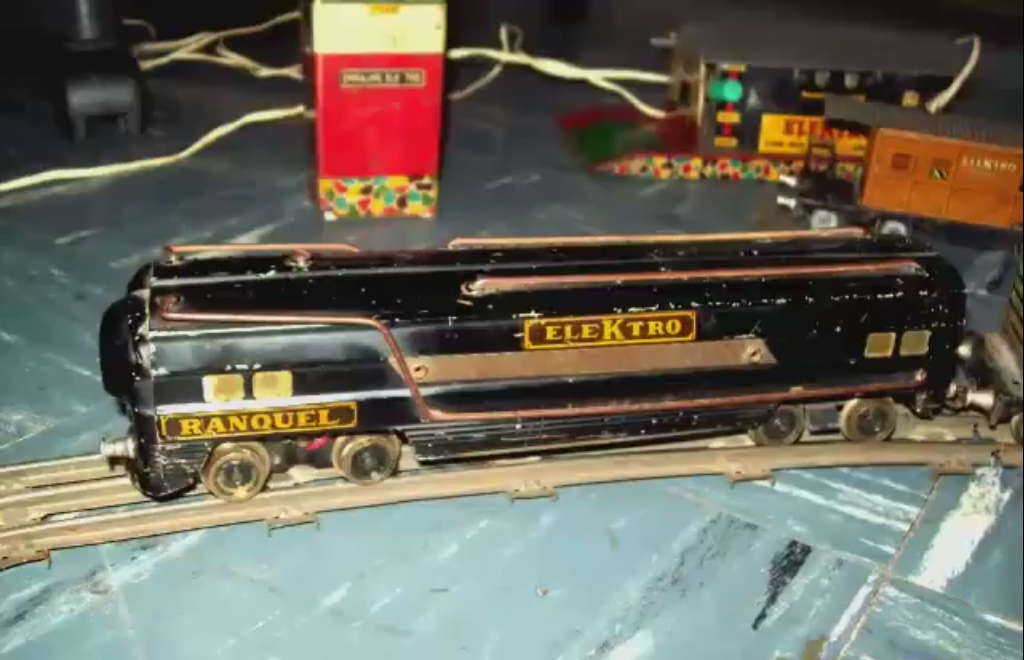
Modelo 2C, Locomotora diesel Ranquel
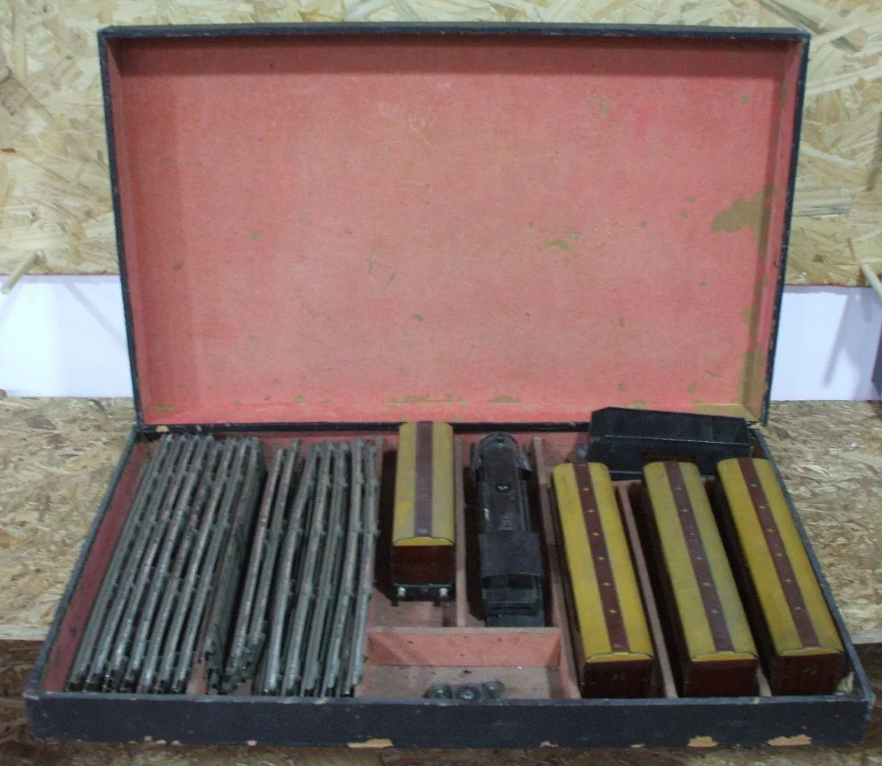
Caja del modelo 3-P (incompleta)
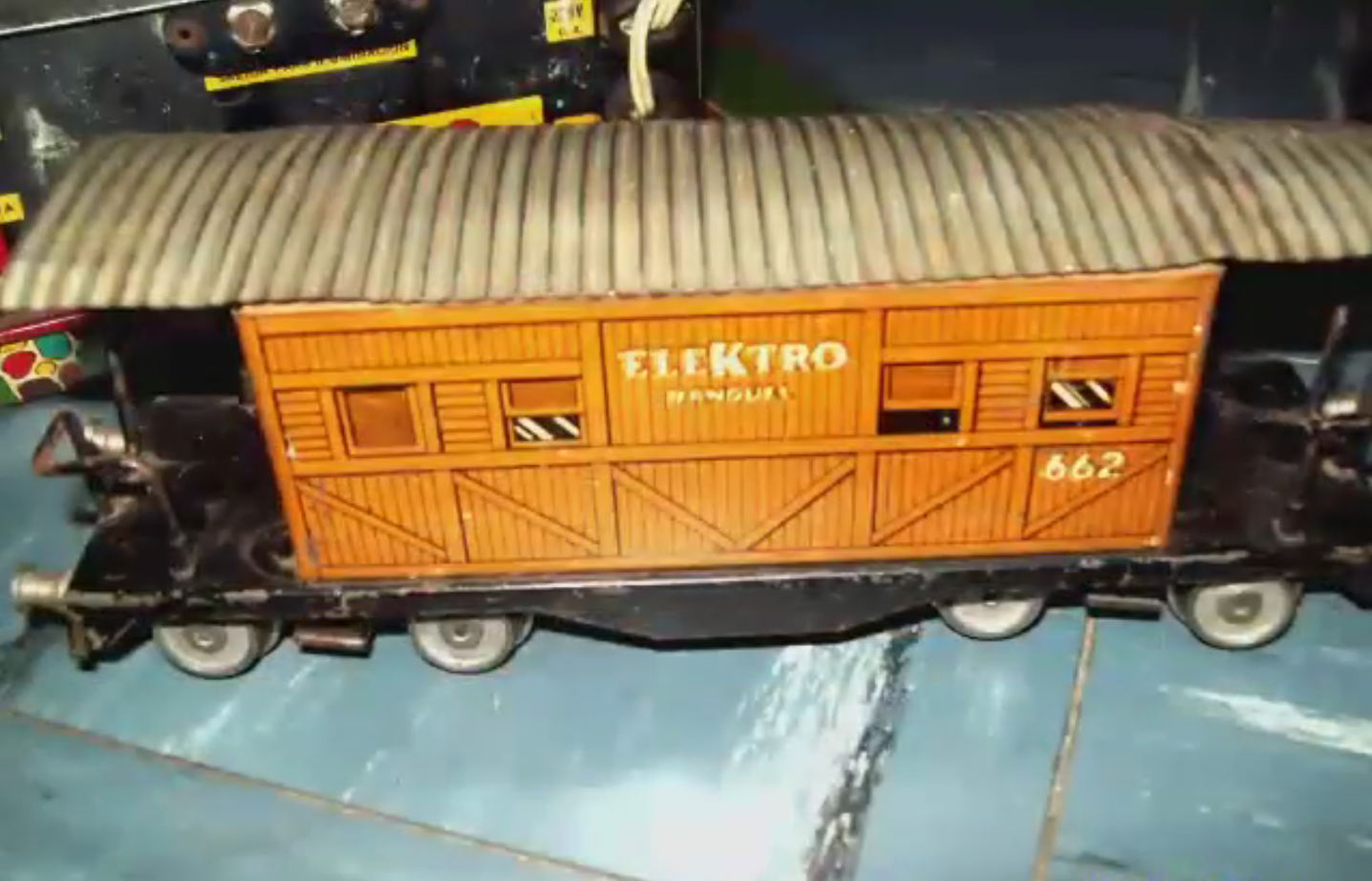
Vagón de Cola "Ranquel" N°662 Elektro
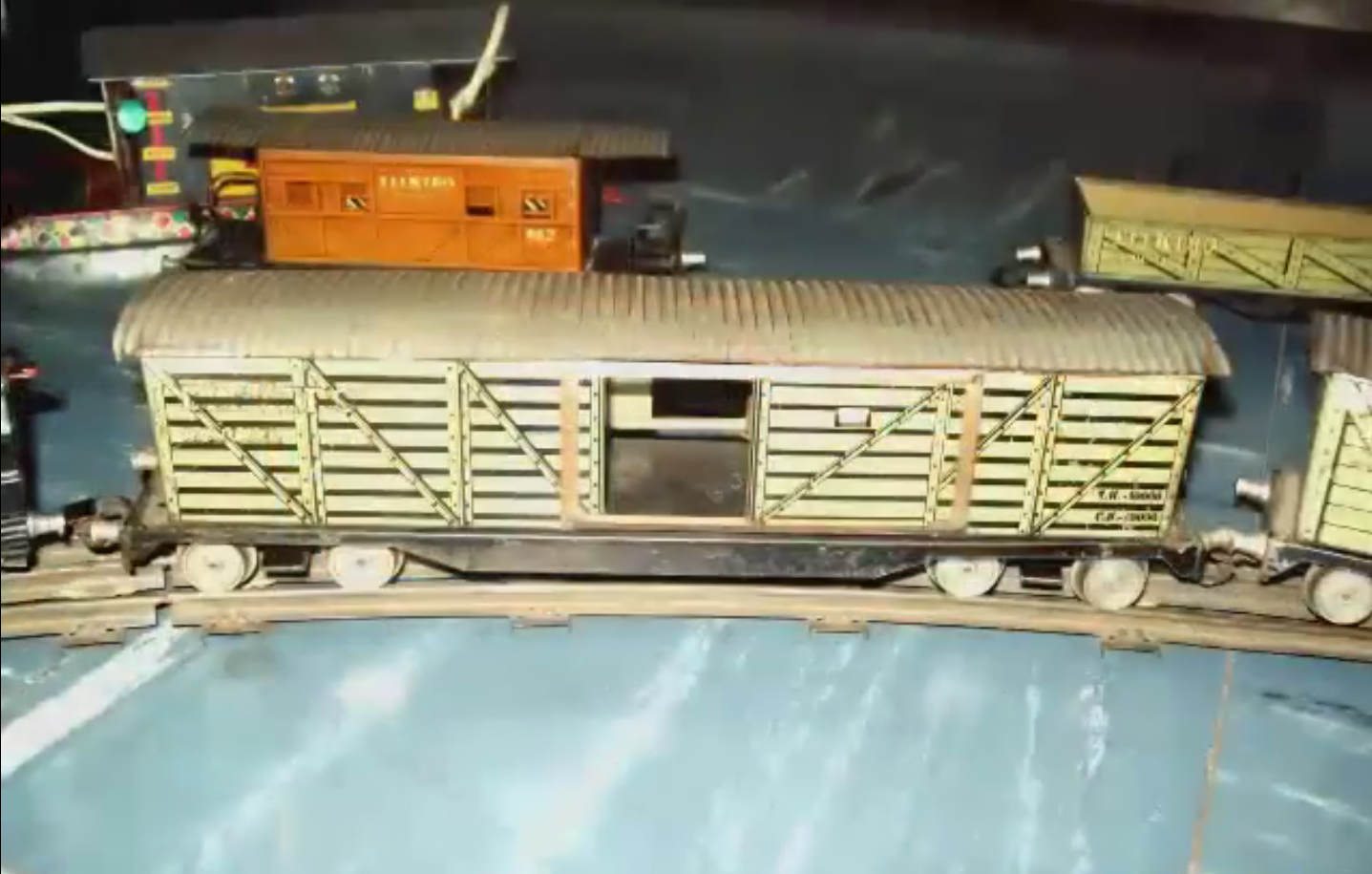
Vagón de Ganado Elektro, atrás Vagón Borde Bajo y de Cola
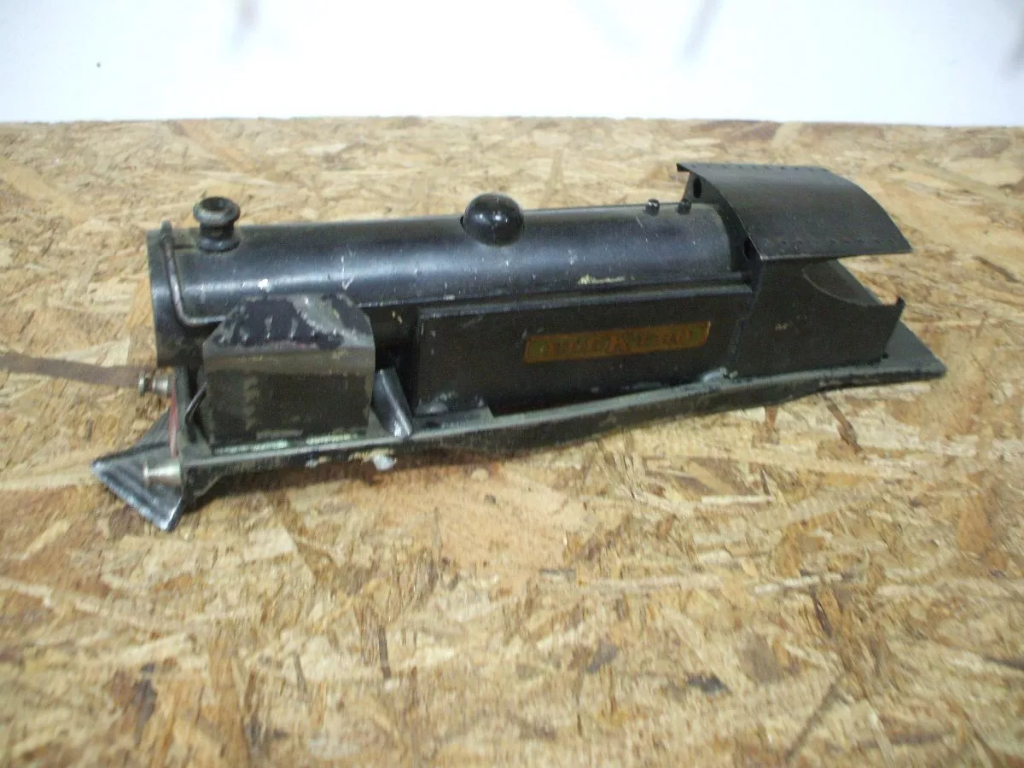
Carrocería del modelo 3-P y 4-C